# Phaeogenini
Phaeogenini – plemię błonkówek z rodziny gąsienicznikowatych i podrodziny Ichneumoninae.
Do plemienia tego należą jedne z najmniejszych Ichneumoninae; niektóre z gatunków mają tylko kilka milimetrów długości. Charakterystyczną cechą plemienia są okrągłe przetchlinki pozatułowiu. Cechę tę posiadają jeszcze Platylabini, które odróżniają się jednak wypukłą i całkiem żeberkowaną tarczką oraz spłaszczonym pozatułowiem.
Gąsieniczniki te są pasożytami wewnętrznymi motyli.
Plemię obejmuje około 400 gatunków (około 10% gatunków podrodziny) zgrupowanych w 32 rodzajach i 6 podplemionach, w tym: Heterishnina, Stenodontina, Notosemina, Phaeogenina i Dicaelotina
Do zaliczanych tu rodzajów należą:

- Aethecerus Wesmael, 1845
- Arearia Seyrig, 1952
- Auberteterus Diller, 1981
- Baeosemus Forster, 1869
- Chauvinia Heinrich, 1938
- Centeterus Wesmael, 1845
- Colpognathus Wesmael, 1845
- Diadromus Wesmael, 1845
- Diaschisaspis Forster, 1869
- Dicaelotus Wesmael, 1845
- Dilleritomus Aubert, 1979
- Dirophanes Forster, 1869
- Eparces Forster, 1869
- Epitomus Forster, 1869
- Eriplatys Forster, 1869
- Hemichneumon Wesmael, 1857
- Herpestomus Wesmael, 1845
- Heterischnus Wesmael, 1859
- Kibalus Rousse, 2013
- Lusius Tosquinet, 1903
- Stenodontus Berthoumieu, 1897
- Mevesia Holmgren, 1890
- Misetus Wesmael, 1845
- Nematomicrus Wesmael, 1845
- Oiorhinus Wesmael, 1845
- Oronotus Wesmael, 1845
- Orotylus Holmgren, 1890
- Paraethecerus Perkins, 1953
- Phaeogenes Wesmael, 1845
- Raninia Diller, 1985
- Trachyarus Thomson, 1891
- Tycherus Forster, 1869